# 巴彦胡舒苏木
巴彦胡舒苏木，是中华人民共和国内蒙古自治区锡林郭勒盟西乌珠穆沁旗下辖的一个乡镇级行政单位。

## 行政区划
巴彦胡舒苏木下辖以下地区：
松根嘎查、洪格尔嘎查、萨如拉锡力嘎查、布日敦嘎查、巴彦查干嘎查、楚鲁图嘎查、宝力根嘎查、赛罕淖尔嘎查、萨如拉努特格嘎查、柴达木嘎查、呼日勒图嘎查、哈日阿图嘎查、温都来嘎查、舒图嘎查和巴彦胡舒。